# Wen Yanbo (dinastia Song)

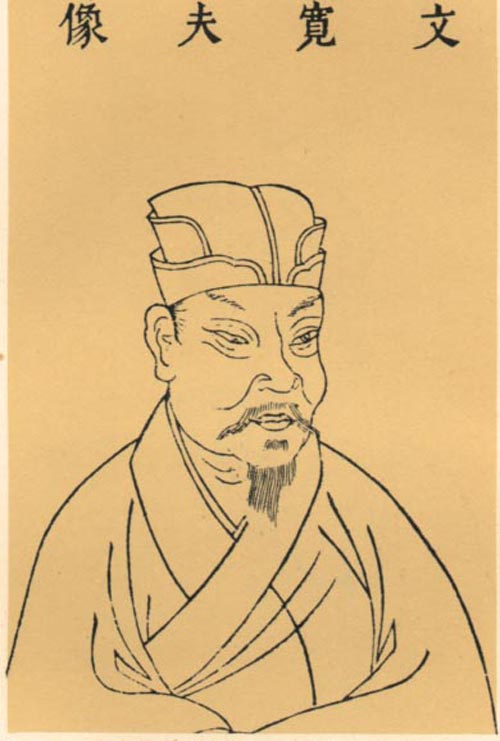
Wen Yanbo

Wen Yanbo (23 de outubro de 1006 - 16 de junho de 1097), foi um oficial acadêmico da dinastia Song que serviu a quatro imperadores ao longo de mais de cinco décadas. Ele foi um grande conselheiro durante o reinado do Imperador Renzong.

## Durante o reinado do imperador Renzong
Depois de passar no exame imperial em 1027, Wen Yanbo tornou-se o magistrado do condado de Yicheng. Mais tarde, ele foi nomeado controlador-geral (通判) da província de Jiang. Eventualmente, ele chegou à capital Kaifeng para servir sob o imperador Renzong, primeiro como censor investigador (監察御史) e depois como censor do palácio (殿中侍御史).
Em 1038, o povo Tangut na região noroeste de Song declarou sua independência, nomeando seu estado Xia (conhecido na história como Xia Ocidental) e invadiu Song. Wen Yanbo sugeriu ao imperador Renzong que os marechais na linha de frente deveriam receber autoridades independentes para disciplinar os generais subordinados por deserção e covardia. A regra era que os marechais precisavam primeiro da permissão da corte imperial para cumprir tais ordens. Wen argumentou que essa regra só pode ser implementada em tempos de paz, porque em tempos de guerra, a aplicação da lei militar e a concentração do poder militar são de extrema importância para os comandantes militares. O imperador Renzong seguiu seu conselho e o elogiou.
Em 1040, o exército Xia Ocidental atacou a prefeitura de Yan. O general Liu Ping (劉平) foi reforçar a cidade, mas foi emboscado e preso em uma colina. Liu enviou mensagens urgentes pedindo a outro general Huang Dehe (黃德和) para reforçá-lo, mas Huang estava com medo e desertou na direção oposta. Como resultado, Liu foi capturado, e Huang disse ao imperador que Liu desertou, até mesmo subornando o servo de Liu para corroborar suas alegações. O imperador Renzong enviou Wen Yanbo a Hezhong para julgar o caso. Após exames cuidadosos, Wen descobriu a verdade, mas Huang, que tinha muitas "conexões" na capital, tentou desacreditar as descobertas de Wen. Como resultado, o imperador Renzong enviou outro oficial, Pang Ji, para investigar novamente o caso. Wen disse a Pang que ele deveria voltar, pois o caso já estava encerrado. Eventualmente, Pang aceitou as descobertas de Wen e executou o servo de Huang e Liu.